# 學甲藝文促進會
學甲藝文促進會是臺灣臺南市學甲區的一個藝文組織，另也有人稱此會為學甲藝文推進會，在學甲當地的藝文活動相當活耀，民間畫家洪通亦為學甲人，除每年元宵節與學甲謎社共同舉辦慈濟宮的燈謎外，也不時會辦理一些書畫等展覽以及藝文與動態的活動，是學甲當地藝文界著重的學術文化團體。

## 緣起
學甲藝文促進會是由同為學甲謎社創辦人莊秋情（東陽國小退休校長）所創，其有鑑於早期的學甲是臺灣最早有都市計畫的鄉鎮之一，也是一個具有城市的條件，然而雖學甲地區非具備依山傍海的美景，但卻具有人文薈萃之氣，於是便邀集一群熱愛文學的藝文界人士在2005年成立此會。

## 活動運作
促進會經常辦理一些藝文或者民俗文化活動，如每年都會舉辦書法、攝影、繪畫等靜態展覽，同時也會出版期刊與個人專集等。此外，每到年關將至時則配合學甲區公所舉辦的名家寫春聯與送春聯，同時也都在現場教導民眾張貼春聯的常識與規則，也會舉辦民俗藝陣表演、文化造街等民俗文化活動。
另外，學甲藝文促進會也承辦了臺南生活美學館108年的社區藝術巡迴展。在2023年元月，舉辦了一場有特色的「墨緣–跨世代書法聯展」，此聯展主要展出松軒書道會會員，以及新泰、鯤鯓、蚵寮、新東、松林等國小學童作品，也包含促進會在社大學員的作品。參展者的年齡分布寬廣，涵蓋八歲學童到九十高齡長者，主要是為了表現書法藝術不分年齡性別與普及性的「老少共學」氛圍。

## 促進會場所發展與願景
初期的促進會沒有屬於會內固定藝文展覽場地，只是每年農曆春節在邀請名家舉辦藝文展覽時，皆必須向慈濟宮商借展覽與活動場地，而每次展出或活動也必須動員大批志工前來張羅佈置會場，並且活動結束後亦得恢復原場地，促進會雖受到慈濟宮支持並樂意出借場地，然而每次的活動舉行人力方面確是有很多的不方便。另因臺南的縣市合併後，原來學甲區代表會已不再使用，於是促進會便與公所進行協商，將閒置的代表會場所改建成藝文展覽館，於是「學甲藝文展示館」便由此誕生。
展示館的成立是學甲區公所在積累3年開銷經費，以及節電競賽優勝獎金作為修繕經費而來，場地規劃則是原代表會樓下作為仁得里與學甲藝文推進會辦公場所，另原代表會二樓議事廳則重新裝潢並作為藝文中心的展示場，而中心成立之後的首展是莊錦富攝影回顧展。
目前促進會已有了辦公與展示場所，但學甲地方各界尤其是藝文圈仍有希望，期許把學甲藝文展示館提升為「市」級展館，以期許為學甲地區的藝文發展能有更長遠的發展。 